# Флаг Старооскольского городского округа
Флаг Старооско́льского городского округа Белгородской области Российской Федерации.
Флаг утверждён 21 ноября 2008 года и является официальным символом Старооскольского городского округа. Первоначально данный флаг был утверждён 15 декабря 2006 года как флаг городского поселения «Город Старый Оскол».

## Описание
Флаг представляет собой:

Прямоугольное полотнище с отношением ширины к длине 2:3, воспроизводящее композицию герба Старооскольского городского округа в красном, зелёном, жёлтом и белом цветах.

В пояснении к рисунку флага указано, что длина ружья равна 1/2 диагонали полотнища, высота сохи равна 1/2 ширины полотнища.
Геральдическое описание герба Старооскольского городского округа гласит: «Щит скошен слева: в червлени (красный, алый) серебряное с золотым прикладом ружье в левую перевязь, в зелени — золотая соха».
Герб Старооскольского городского округа в своей основе воссоздаёт исторический герб Старого Оскола, утверждённый на основании указа императрицы Екатерины II в 1780 году с учётом современных геральдических норм. В указе императрицы Екатерины II даётся пояснение: «Сделать так для того, что в оном селении жители суть старинные воины, упражняющиеся в свободное время в хлебопашестве, чего для и в гербе сём военное орудие с орудием тщательного хлебопашца соединено».

## История
Первый флаг муниципального района «Город Старый Оскол и Старооскольский район» был утверждён решением территориального Совета депутатов города Старый Оскол и Старооскольского района Белгородской области от 13 сентября 1999 года № 101.
В ходе муниципальной реформы было образовано городское поселение «Город Старый Оскол» в составе муниципального района «Город Старый Оскол и Старооскольский район». 15 декабря 2006 года решением городского Собрания городского поселения «Город Старый Оскол» № 37 был утверждён флаг, который впоследствии стал флагом Старооскольского городского округа, образованного в 2007 году путём объединения муниципального района «Город Старый Оскол и Старооскольский район» и всех поселений входящих в его состав.
21 ноября 2008 года, решением Совета депутатов Старооскольского городского округа № 210, было утверждено положение о флаге Старооскольского городского округа, которое вступает в силу со дня регистрации флага Старооскольского городского округа Белгородской области в Государственном геральдическом регистре Российской Федерации.